# Červený Dvůr
Červený Dvůr (niem. Rother Hof) – część hradeckiej dzielnicy Pražské Předměstí.

## Geografia i przyroda

### Położenie
Červený Dvůr jest położony na obszarze Kotliny Czeskiej, w pobliżu Farářství, części dzielnicy Pražské Předměstí, do której przez większość czasu należał. Jego współrzędne geograficzne: 50° 11' 53.2" długości geograficznej wschodniej oraz 15° 48' 15.365" szerokości geograficznej północnej (dom zw. Czerwonym Dworem).

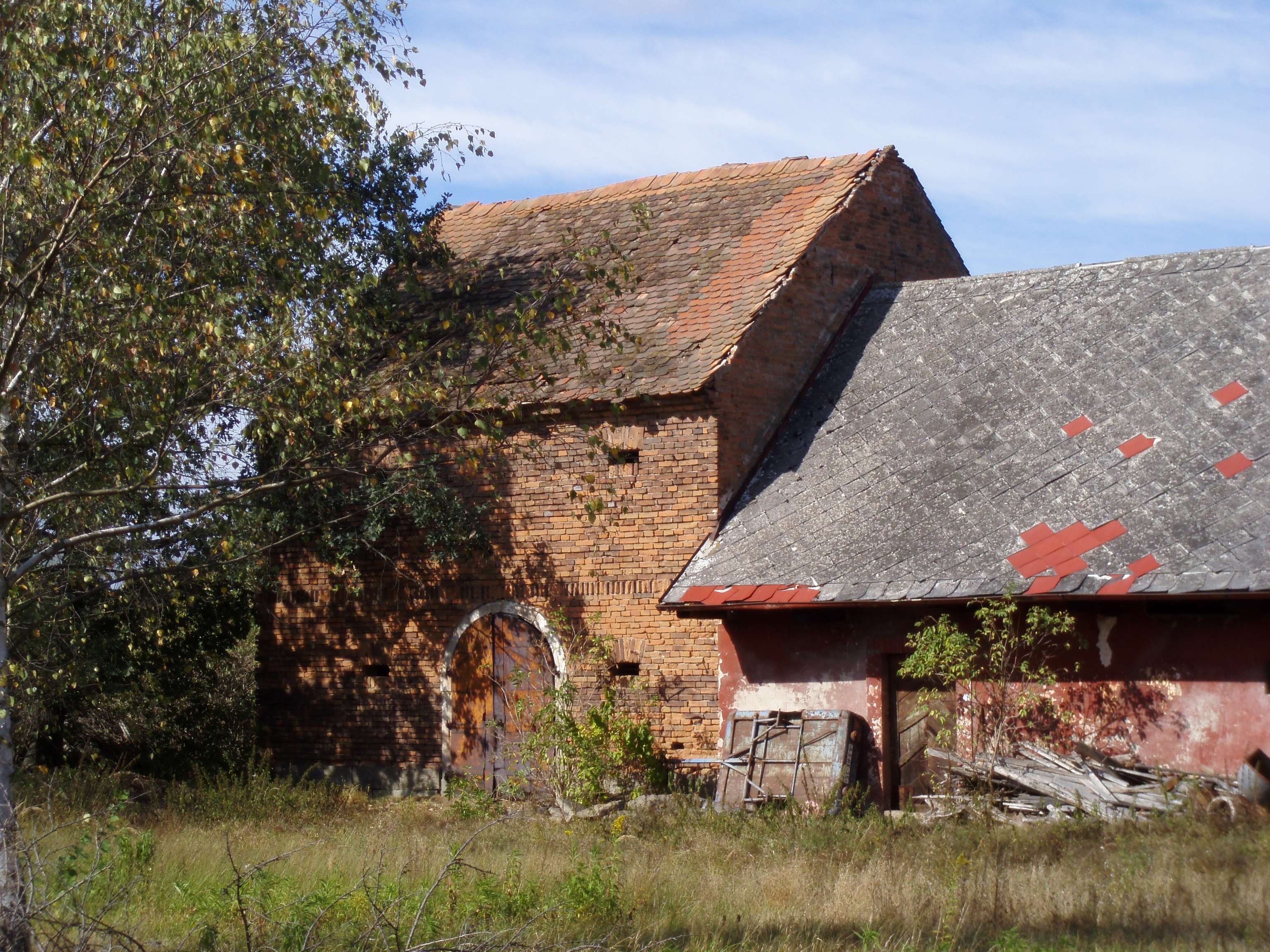
Budynki Czerwonego Dwora

### Hydrologia
Miejscowość leży w dorzeczu Łaby. Na jej terenie nie ma większych cieków wodnych oraz naturalnych czy sztucznych zbiorników wodnych. Tylko za ogrodami na południowym zachodzie jest mały staw po byłej kopalni piasku.

### Geologia
W większości przeważają plejstoceńskie piaski i żwiry o zróżnicowanej granulacji oraz składzie mineralnym, które mieszają się z inundacyjnymi osadami holocenu.

### Fauna i flora
Lokalna fauna i flora składa się z typowych gatunków Europy Środkowej. Znaczną powierzchnię dziś stanowią ogrody.

### Ochrona przyrody
Tutaj nie znajdują się obszary chronione.

## Demografia

### Liczba ludności
| Rok             | 1869                           | 1910                           |
| --------------- | ------------------------------ | ------------------------------ |
| Liczba ludności | 192 (+ Farářství oraz Rybárny) | 284 (+ Farářství oraz Rybárny) |

## Historia
Okolica Czerwonego Dworu była w czasach prehistorycznych oraz w okresie wczesnego średniowiecza pusta, a to z powodu gęstego zalesienia oraz istnienia torfowiskowego, stale podmokłego terenu wraz z licznymi ślepymi ramionami Łaby.
Las w pobliżu nosił nazwę Farářství i został wycięty dopiero w XVIII w. W tym czasie zaczęła się pojawiać osada o tej samej nazwie. Obok niej już istniał tzw. Lucków Dwór, do którego prowadziła droga z pobliskiego klasztoru męskiego, znanego pod nazwą Svaté Pole. Ten powstał przed 1086 r.
Po założeniu Przedmieścia Kuklen (niem. Vorstadt Kuklena), Czerwony Dwór został jego częścią. Większość gruntów należało do Dworu Šostenskiego i w pobliżu znajdowała się ówczesna droga w kierunku wsi Březhrad.
W 1778 r. Maria Teresa Habsburg, cesarzowa rzymsko-niemiecka, nakazała w zakresie raabizacji, czyli reformy polegającej na zamianie roboty pańszczyźnianej na czynsz pieniężny, podzielenie majątku Dworu Šostenskiego i przypisanie jego części do bezrolnych za dziedziczną opłatę dzierżawną. W 1783 r. otrzymali ziemię pod lasem Farářství obywatele Kuklen, w tym np. Jan Náhlík, Karel Janoušek, Bernard Štěpán oraz Matěj Vitoušek. Las Farářství oraz staw pozostały majątkiem minorytów. Następnie są, w wyniku reform józefińskich, połączone Kukleny oraz Pražské Předměstí do jednej gminy katastralnej, a kukleński klasztor minorytów został w 1789 r. zamknięty. Następnego roku las Farářství został przekazany w ręce Josefa Vostiny (również pisany jako Wostina), i to za 1.800 zł. Ze zgodą miasta zlikwidował on lokalną bażantarnię i wkrótce Vostinus w części wyrąbanego lasu zbudował obecny Czerwony Dwór (dom z ówczesnym nr 1 oraz dzisiejszym nr 62). Mieszkańcy zburzonego Przedmieścia Praskiego przenieśli się w okolicę stawu Farářství, gdzie założyli małą osadę o tej samej nazwie, która już w 1826 r. miała 104 mieszkańców w 17 domach. Od tej pory Czerwony Dwór był częścią Farářství, które początkowo należało do Kuklen, w latach 1889–1942 do Przedmieścia Praskiego, a od 1942 r. do dziś, do miasta Hradec Králové.

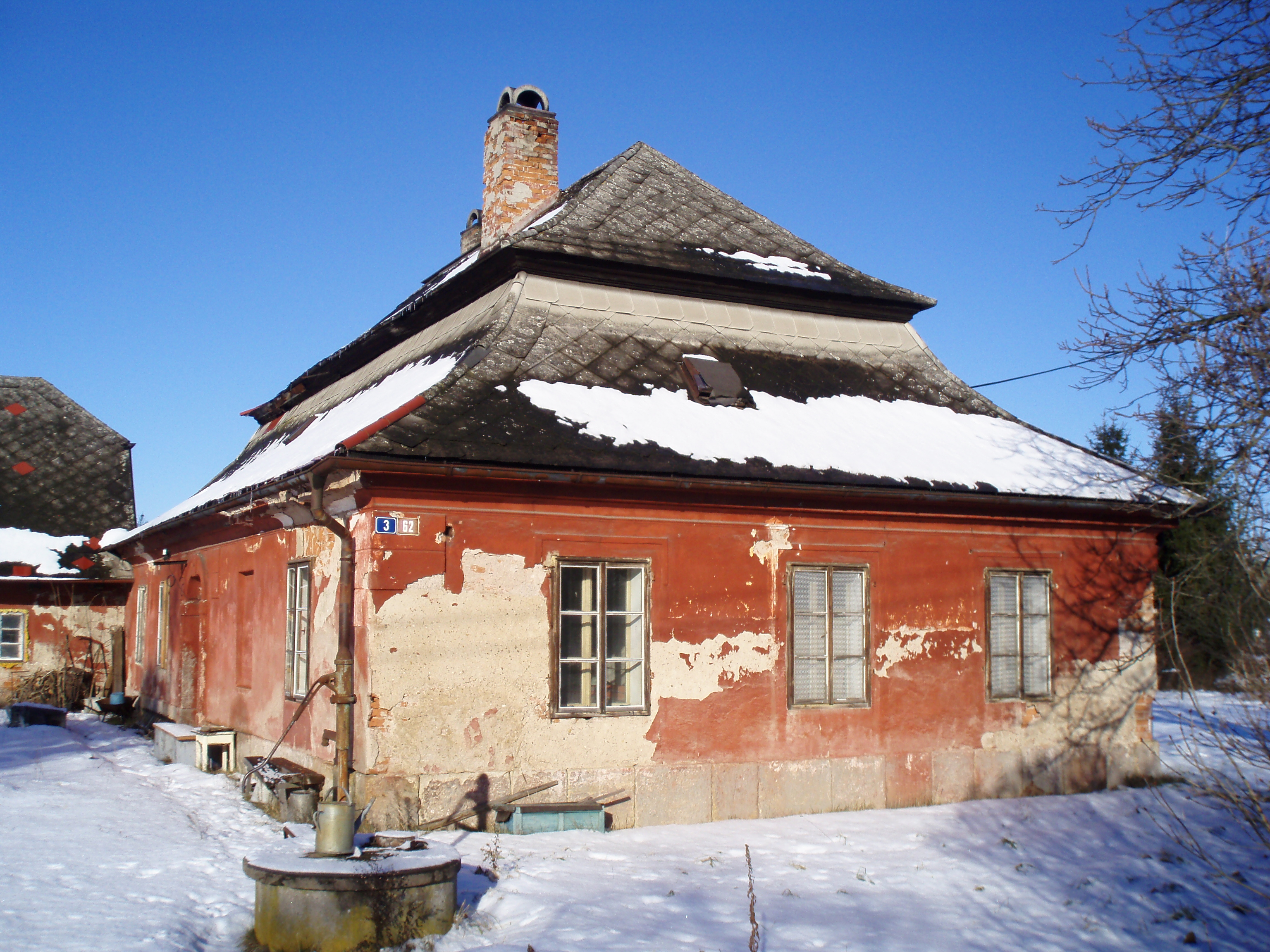
Czerwony Dwór

## Zabytki
- Budynki Czerwonego Dworu z 1789 r.
- Zabytkowy krzyż kamienny z 1878 r.